# Zarevna

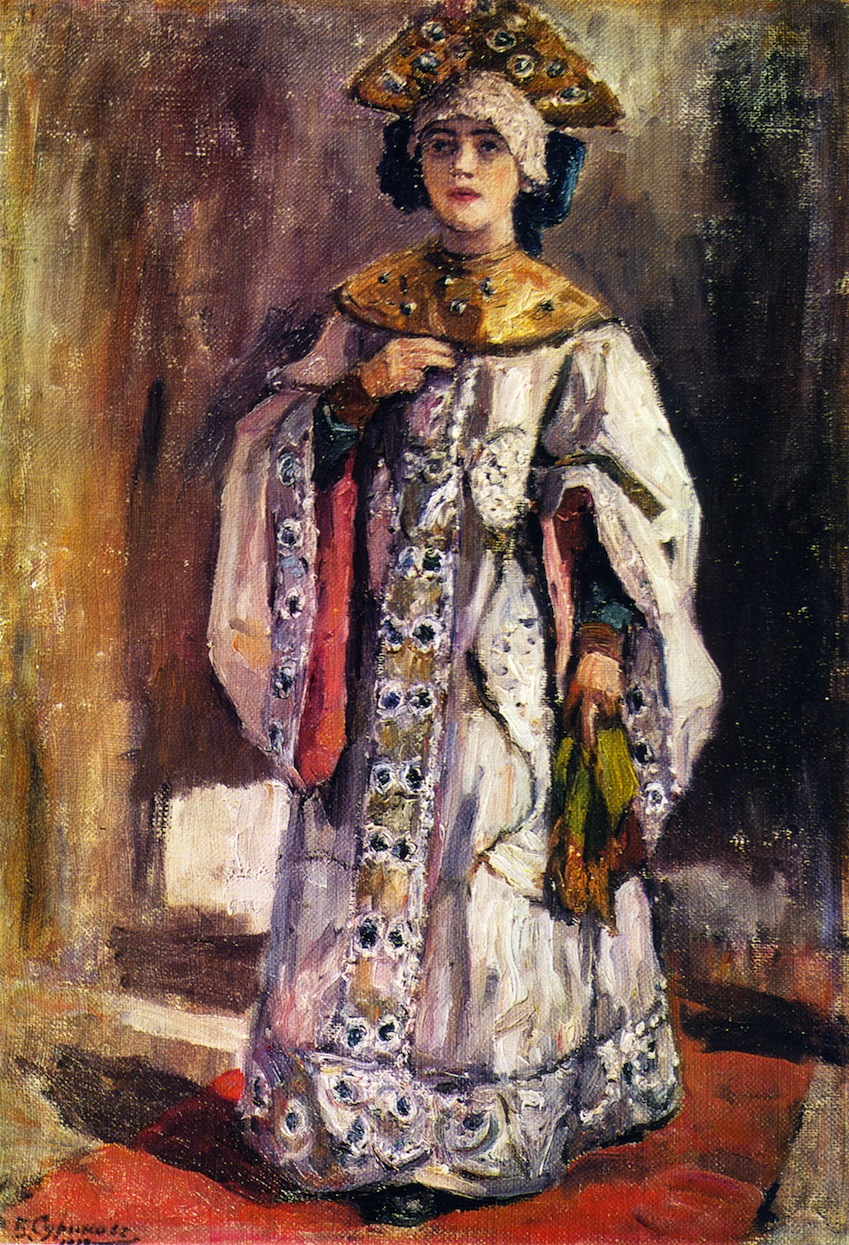
"Pintura de una zarevna", por Vasily Surikov

Zarevna (en ruso: царевна) era un título otorgado a las hijas de los zares en la Rusia anterior al Siglo XVIII. El equivalente masculino era zarevich.
Todas las zarevnas murieron sin casarse, a excepción de las hijas de Iván V. En particular, su hija Catalina se desposó con Carlos Leopoldo de Mecklemburgo-Schwerin .
Tanto "zarevna" como "zarevich" fueron reemplazados por "gran duquesa" y "gran duque" (siendo nombrado zarevich solamente el heredero natural, y quedando "gran duque/esa" para los demás hijos).
Un ejemplo de una Zarevna seria  Anastasia Romanov, hija del gran zar Nicolás II.